# Herevardo, o Vigilante
Herevardo, o Vigilante ou o Despertado (em inglês antigo: Hereward; em latim: Herewardus, Herevardus, Hereuardus; c. 1035 – c.1072), também conhecido como Herevardo, o Foragido ou Herevardo, o Exilado e Wake, foi um nobre anglo-saxão e líder da resistência local à conquista normanda da Inglaterra no século XI. Sua base, quando liderava a rebelião contra os governantes normandos, ficava na ilha de Ely, e segundo a lenda vagou a Fens, cobrindo o norte de Condado de Cambrígia, o sul do Condado de Lincólnia e o oeste de Norfolque, liderando a oposição popular contra Guilherme, o Conquistador.
Hereward é um nome em inglês antigo, composto pelos elementos Here "exército" e weard "guarda" (cognato com o nome alto-alemão antigo Heriwart). O epíteto de "o Despertar" foi gravado no final do século XIV, e pode significar "o Vigilante", ou derivam da família anglo-normanda Wake, que mais tarde afirmou ascendência dele.